# Mesochorus columbiae
Mesochorus columbiae är en stekelart som beskrevs av Dasch 1974. Mesochorus columbiae ingår i släktet Mesochorus och familjen brokparasitsteklar. Inga underarter finns listade i Catalogue of Life.